# نويل سولومون
نويل سولومون (بالفرنسية: Noel Solomon؛ بالإنجليزية: Noel Solomon) هو مؤرخ فرنسي وأسترالي، ولد في 21 ديسمبر 1971، وتوفي في 1977.